# Friedrich Haußer
Friedrich Haußer, auch Friedrich Hausser (* 28. April 1875 in Stuttgart-Berg; † 21. Mai 1963 in Ludwigsburg), war ein deutscher Architekt.

## Leben und Werke
Friedrich Haußer war ein Sohn des Werkmeisters und Bauunternehmers Christian Haußer. Während seines Studiums wurde er 1894 Mitglied der Burschenschaft Hilaritas Stuttgart.
Ab 1907 lebte Friedrich Haußer in Ludwigsburg; aktiv war er dort aber schon vorher. So stammen etwa die Pläne zu den von seinem Vater errichteten Häusern Wilhelmstraße 57, 59 und 61 von Friedrich Haußer. Das Doppelwohnhaus Wilhelmstraße 57 und 59 wurde bereits 1898 gebaut, das benachbarte Wohnhaus Wilhelmstraße 61 im Jahr 1902. 1913 folgte noch ein Wohnhaus, das Friedrich Haußer für seine Brüder und sich selbst in der Wilhelmstraße 63 errichtete. All diese Gebäude sind mittlerweile denkmalgeschützt.
Neben den Häusern in der Ludwigsburger Wilhelmstraße stehen noch etliche weitere Ludwigsburger Bauwerke, die Haußer entwarf, unter Denkmalschutz, so die Ludwigsburger Wohnhausgruppe Bismarckstraße 3, 5, 7, 9 und 11 aus dem Jahr 1903, die Villen Bismarckstraße 26, 30, 32 und 38, die Wohnhäuser Bismarckstraße 31, 33, 35, 37, 39 und 41, das Doppelwohnhaus Bismarckstraße 51 und 53 sowie das Nachbargebäude Bismarckstraße 55 und 57. In der Friedrichstraße 8 und 10 steht ein weiteres Doppelwohnhaus, das nach Plänen Haußers errichtet wurde. In der Ludwigsburger Moserstraße stammen die Häuser mit den Nummern 3, 4, 5 und 6 von Haußer. Ferner entwarf er die Villa Olgastraße 5.
Haußer gestaltete außerdem die Francksche Zichorienfabrik in der Franckstraße 5 bzw. der Pflugfelder Straße 31 um, ebenso das Haus Friedrichstraße 26 in Ludwigsburg. Einen älteren Gebäudekomplex ergänzte er in den Jahren 1904/05 um das villenartige Wohn- und Verwaltungsgebäude der Maschinenfabrik G.W. Barth in der Martin-Luther-Straße 44. 1914 wurde das ehemalige Prinzenpalais in der Wilhelmstraße 13, inzwischen Ratskeller genannt, nach Plänen Haußers verändert. Wenige Jahre zuvor, 1911, war unter der Führung Haußers in ebendiesem Ratskeller der erste Skiclub der Stadt gegründet worden.
1915/16 baute er das einstige Ulanen-Offizierskasino in der Uhlandstraße 33 für die Allgemeine Ortskrankenkasse um. 1929 erweiterte er den Bau Stuttgarter Straße 14. Eine von Hugo Assenheimer errichtete Villa in derselben Straße mit der Hausnummer 67 versah er 1907 mit einem Standerker.
In der Gartenstraße 33 ist die Villa Zwissler erhalten geblieben, die Haußer für den Musikdirektor J. E. Zwissler entwarf und die 1912 erbaut wurde. Aus dem Jahr 1926 stammt ein Komplex von Mietshäusern mit Läden am Hohenzollernplatz 1 und 2 sowie in der Hohenzollernstraße 5. Im selben Jahr wurde auch das Doppelhaus Hohenzollernstraße 8 und 10 errichtet, das Haußer geplant hatte.
1917 publizierte Haußer seine Städtebaulichen Betrachtungen über Ludwigsburg.
Die Kriegergedenkstätte für die Gefallenen des Ersten Weltkrieges auf dem Alten Friedhof an der Schorndorfer Straße zu Ludwigsburg entstand nach einem Gemeinschaftsentwurf mit dem Stuttgarter Bildhauer Jakob Brüllmann.
Haußer war auch außerhalb Ludwigsburgs aktiv. Von 1912 bis 1914 wurde die Schillerschule in Backnang, eine Erweiterung der alten Pestalozzischule, nach seinen Plänen errichtet.
Zusammen mit dem Bildhauer Erwin Dauner errang Haußer im Jahr 1930 den ersten Preis in einem Wettbewerb um die Gestaltung des Denkmals für gefallene Burschenschafter am Burschenschaftsdenkmal in Eisenach. Aus Gründen der Geldersparnis mussten Haußer und Dauner, zusammen mit Haußers Schwiegersohn Erwin Scheerer, das Denkmal in ihrem Ludwigsburger Atelier gestalten und anschließend zerlegt nach Eisenach transportieren lassen, wo es von Friedrich Haußers Neffen Karlpaul zusammengefügt wurde. 1933 wurde das Ehrenmal der Burschenschafter eingeweiht. Nach dem Zweiten Weltkrieg wurde das Relief, mit dem das Denkmal geschmückt war, abgeschlagen, später auch Wappen und Beschriftung. Letztere wurden 1992 wieder hergestellt.

## Haußer und Brüllmann
Der Architekt Friedrich Haußer und der Bildhauer Jakob Brüllmann, die die Kriegergedenkstätte 1914/18 in Ludwigsburg zusammen erbauten, hatten schon 1916 bei der Anlage des Ehrenfriedhofs zusammengearbeitet. Später kam es mindestens noch einmal zur Zusammenarbeit an einem Kriegerdenkmal: 1925 schufen sie gemeinsam das Kriegerdenkmal an der Martinskirche in Steinheim an der Murr.
„Die Zeit nach dem ersten Weltkrieg war vor allem auch die Zeit unzähliger Gedächtnismale und Friedhofsbauten. Auch Haußer hat sich in jener Zeit, als die allgemeine Bautätgkeit darniederlag, diesem Gebiet in vermehrtem Maße gewidmet.“ Von ihm stammt unter anderem auch die Grabeinfassung für die Ruhestätte des letzten württembergischen Königs Wilhelm II. auf dem Alten Friedhof (1922).
Bereits während des Zweiten Weltkriegs war Brüllmann 1917 durch ein anderes Denkmal, das vielbeachtete Reformationsdenkmal in Stuttgart, hervorgetreten. Nach dem Krieg schuf auch Brüllmann weitere Kriegerehrenmale in den anderen württembergischen Städten.

Kriegerdenkmäler von Jakob Brüllmann
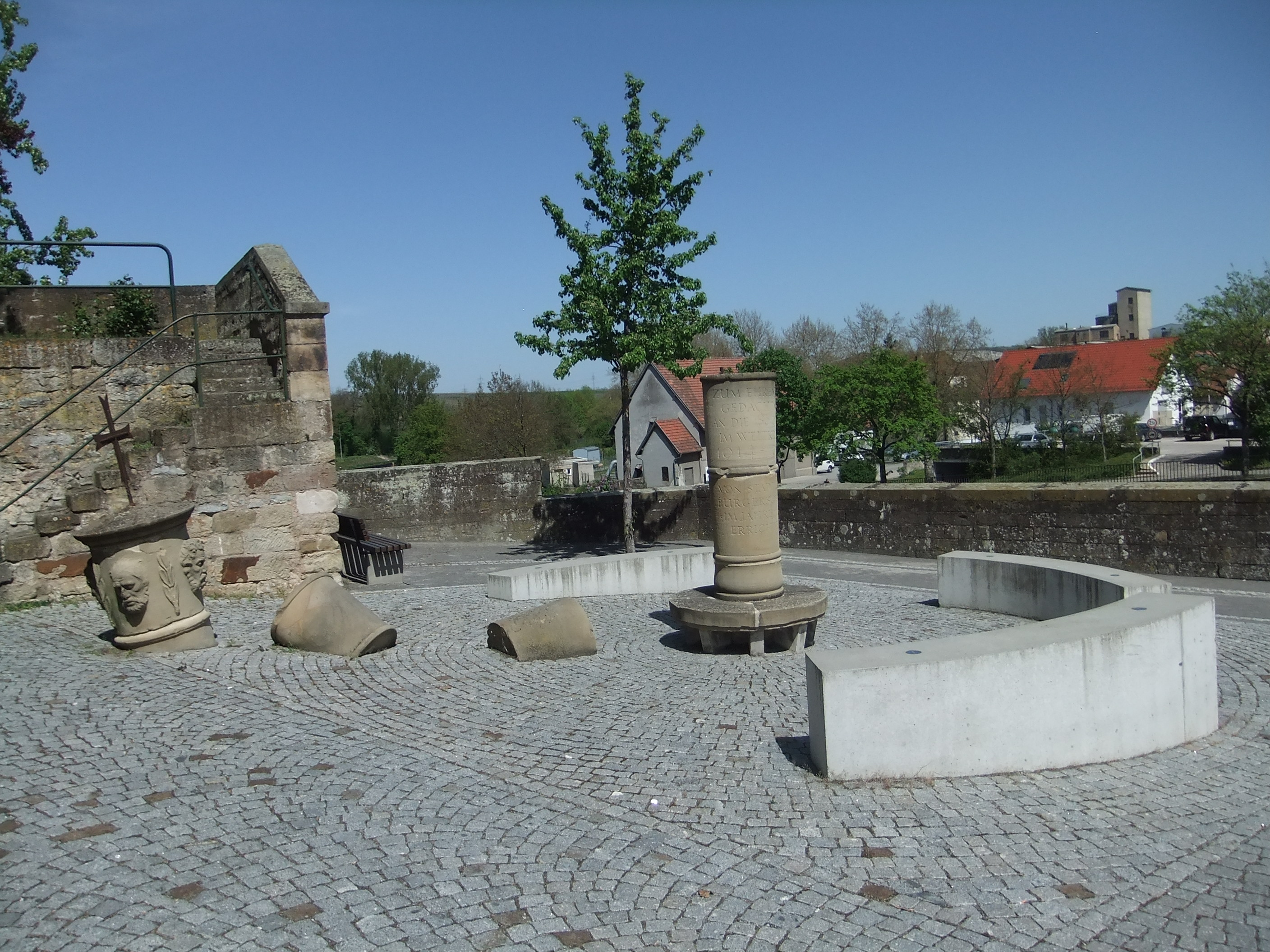
Lauffen am Neckar, Säule mit vier antiken Reliefköpfen.
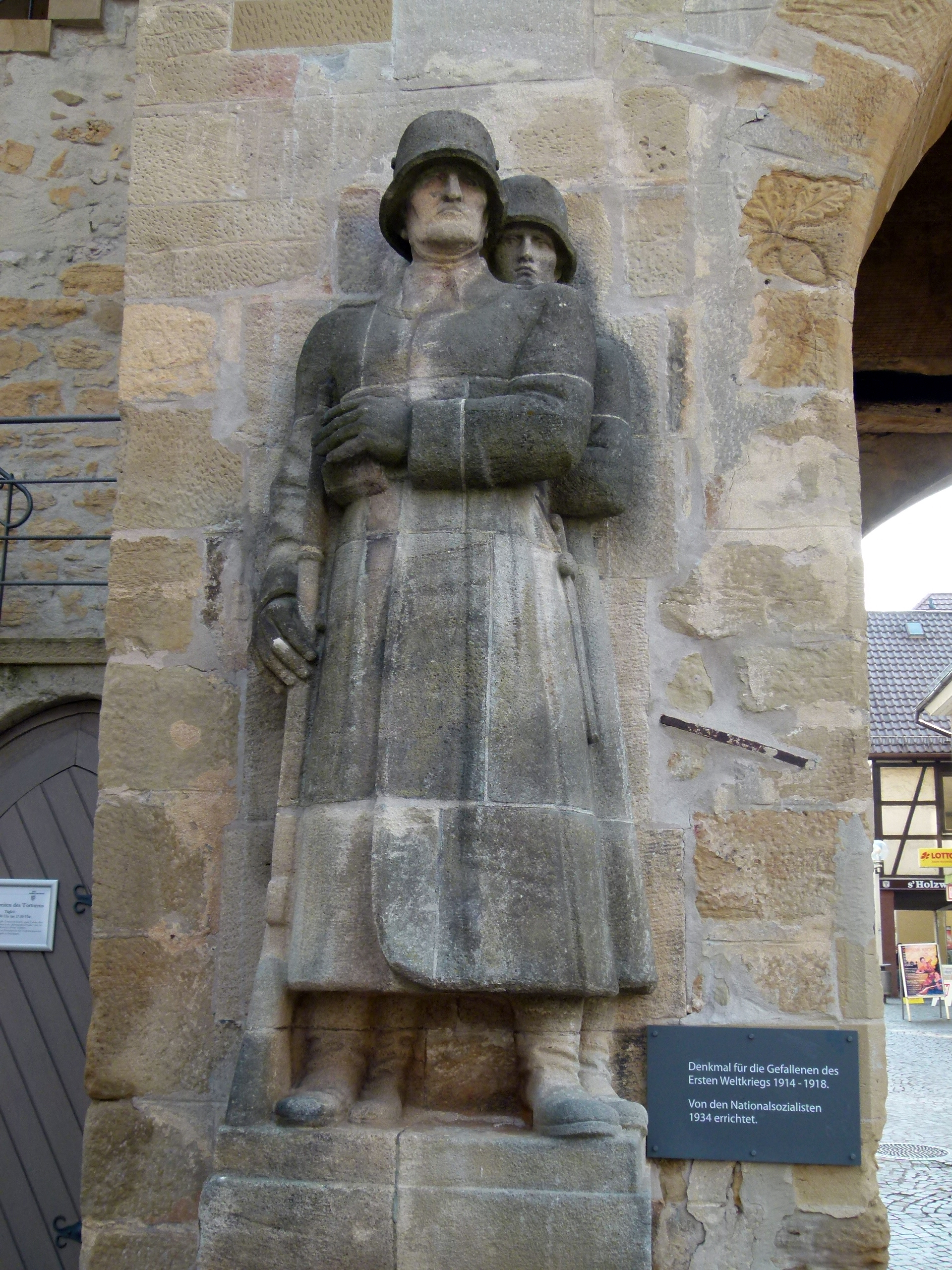
Marbach am Neckar, Standbild mit zwei Soldaten.
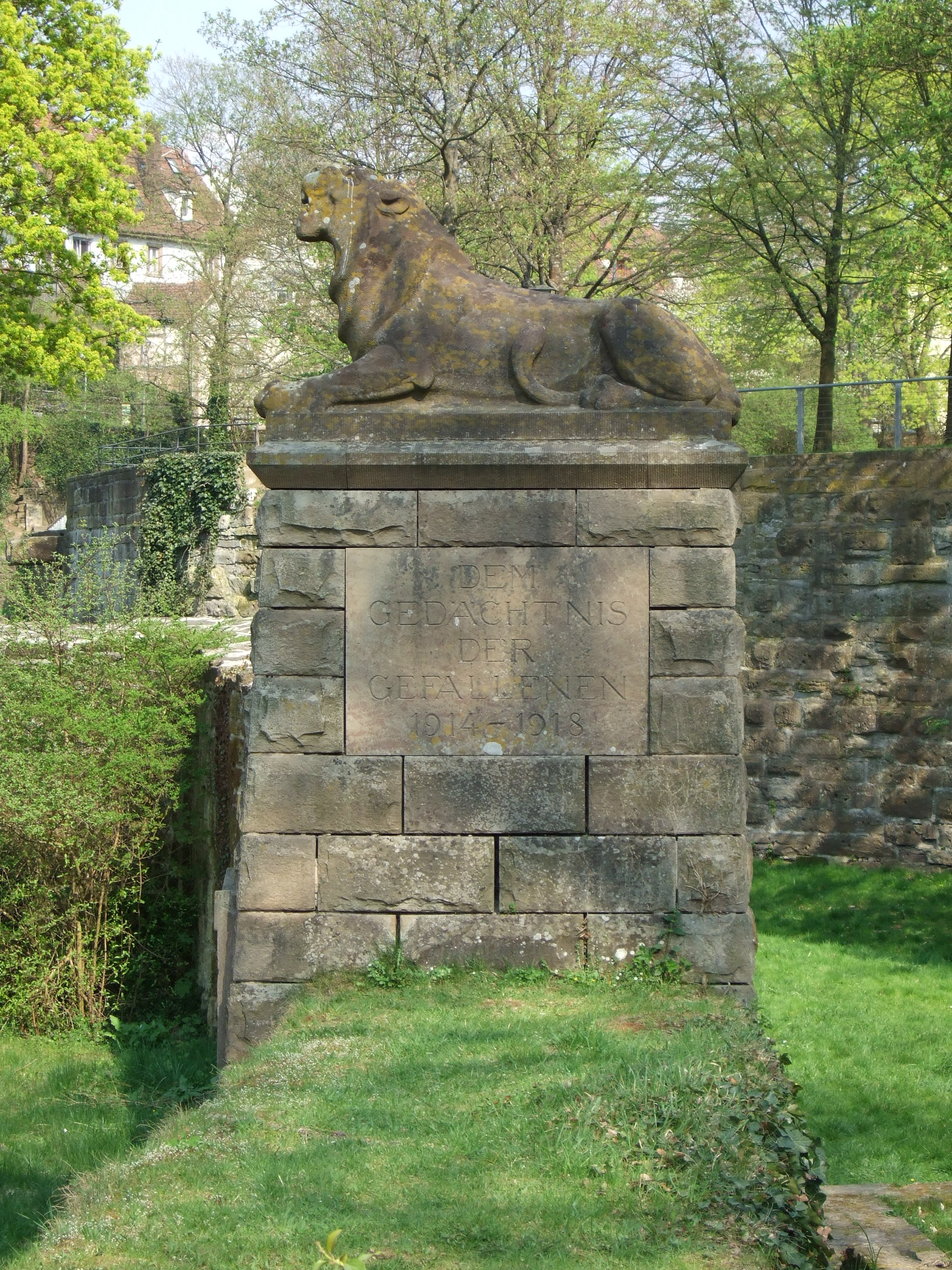
Maulbronn, Stele mit einem liegenden Löwen.
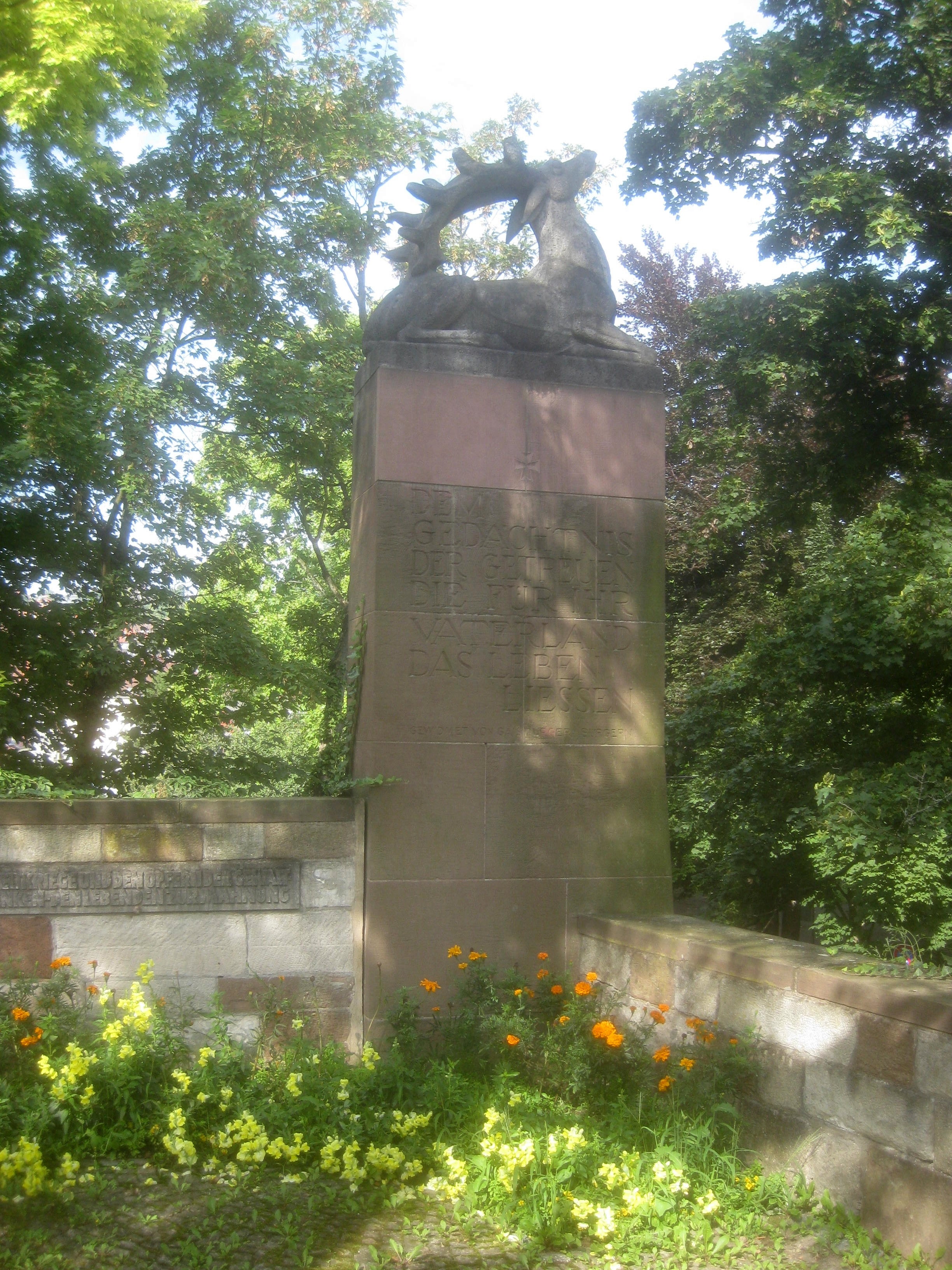
Stuttgart-Gaisburg, Mahnmal mit einem sterbenden Hirsch.
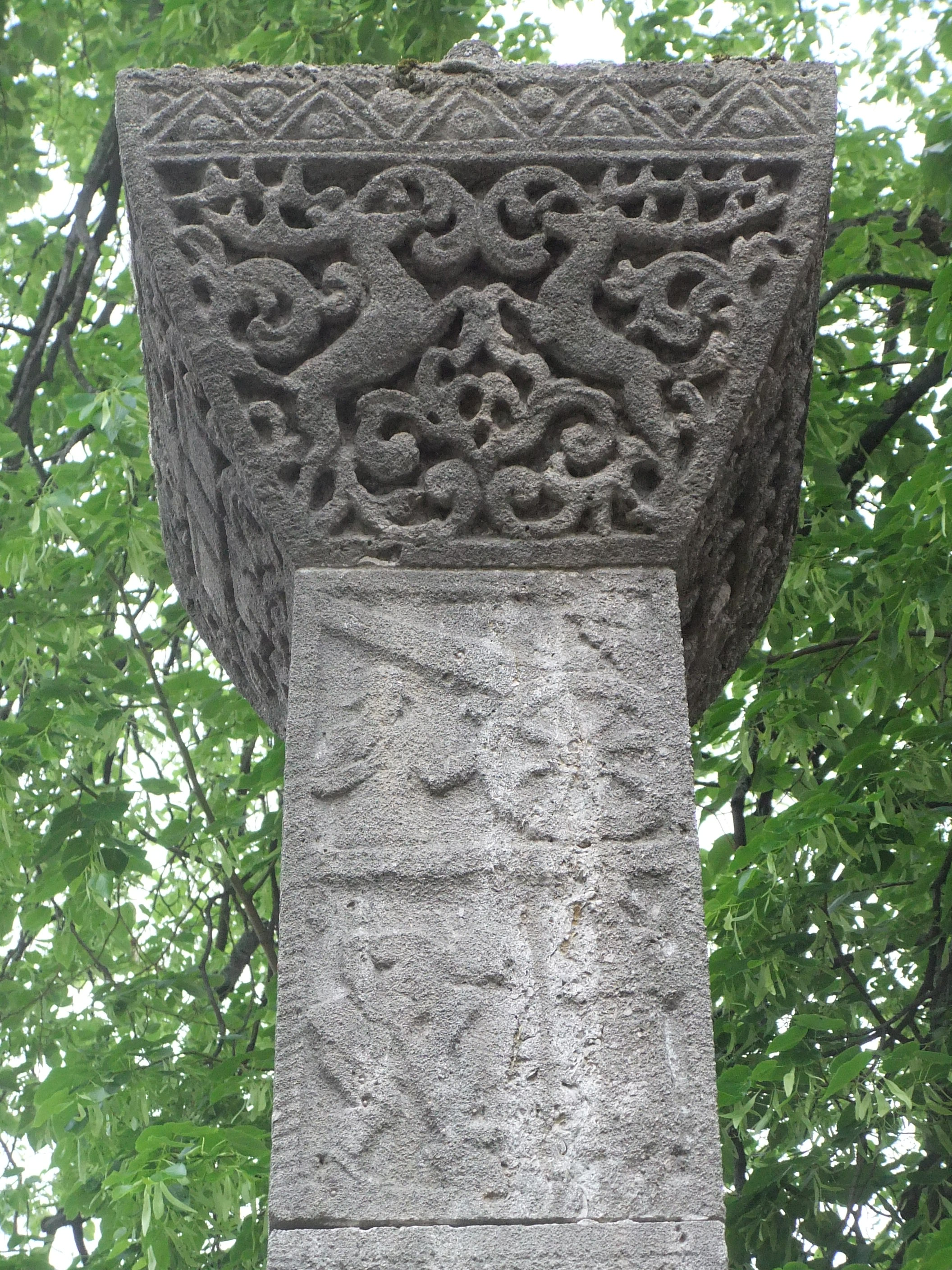
Stuttgart-Weilimdorf, Säule mit Reliefs.
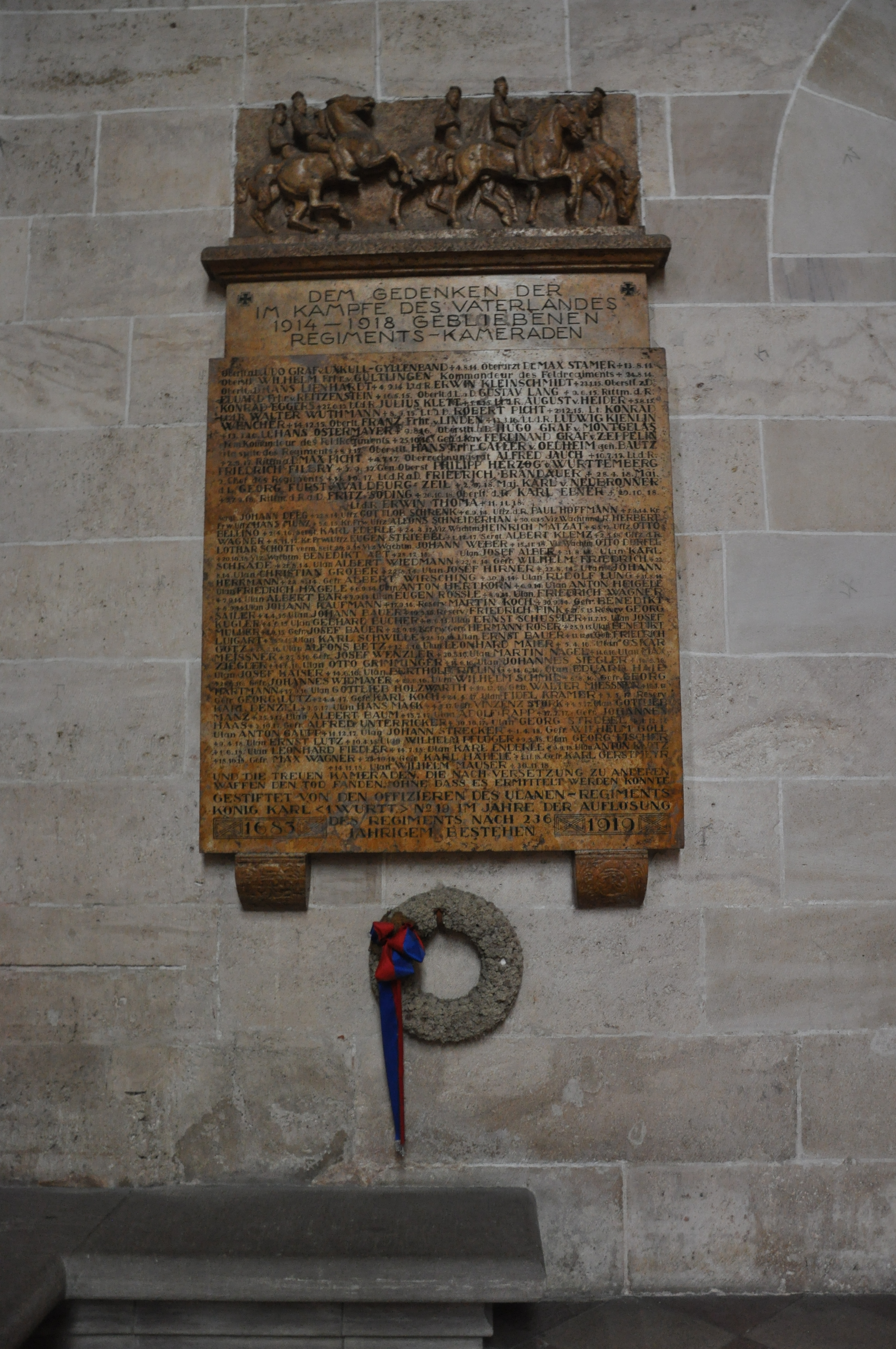
Ulmer Münster, Kriegergedenktafel 1914-18 des 1. Württ. Ulanen-Regiments 19 mit Reiterrelief.

Die Denkmäler, von denen Abbildungen vorliegen, scheinen eher konventionell (Löwe, Hirsch, Soldaten). Die Weilimdorfer Reliefs sind stark verwittert, so dass keine Aussage über sie möglich ist. Die Darstellungen antiker Köpfe an dem Denkmal in Lauffen sind zwar ungewöhnlich, lassen jedoch auf Grund fehlender Quellen keine Deutung zu.